# 娄尔行
娄尔行（1915年7月15日—2000年5月28日）是一位中国会计理论家、教育家。

## 生平
1915年出生于浙江绍兴，毕业于国立上海商学院会计系，此后在密歇根大学获得硕士学位。毕业后，回国立上海商学院任教。曾任中国注册会计师协会顾问、中国会计学会副会长等职务。